# Камелі

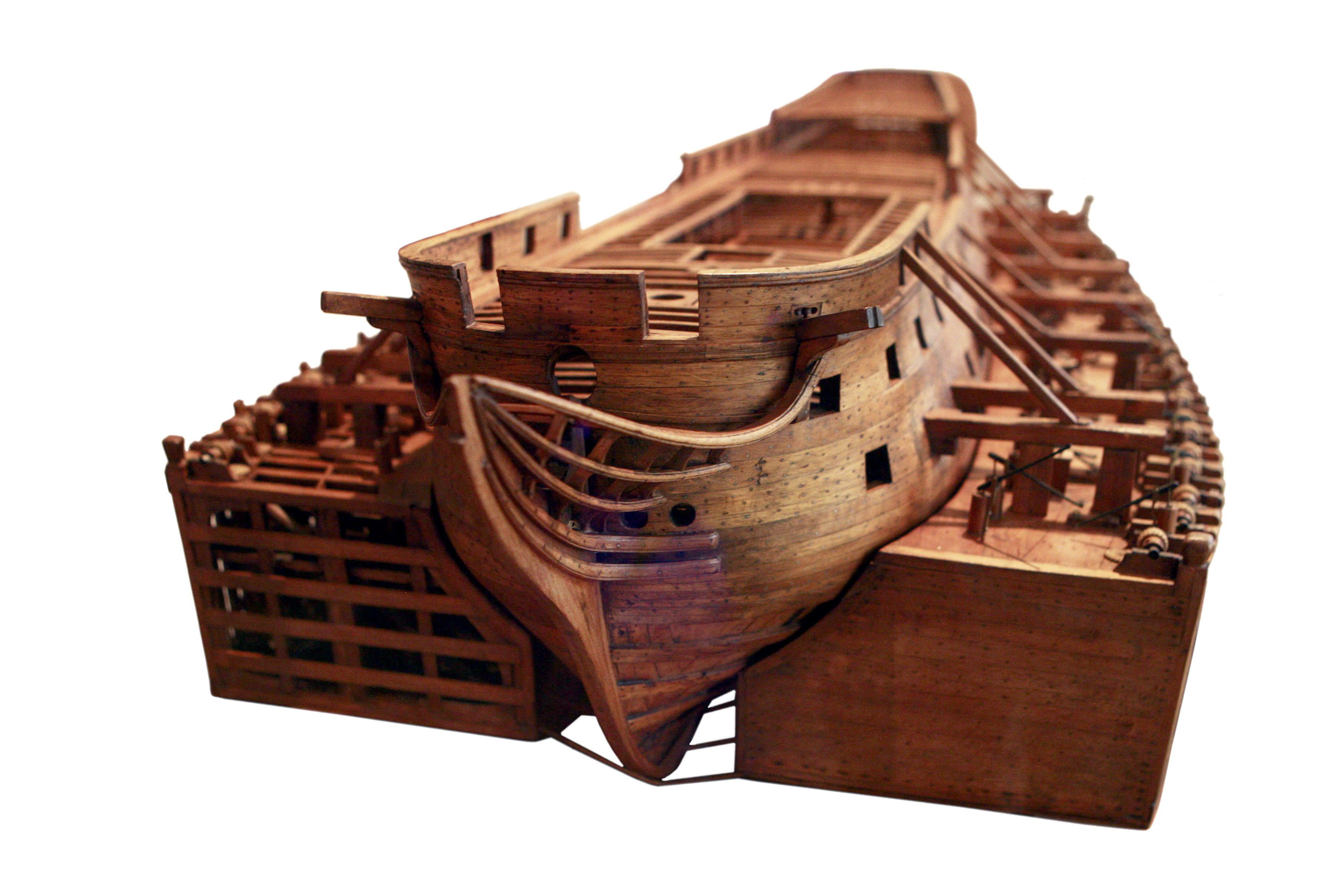
Дерев'яна модель 74-гарматного лінійного корабля, піднятого на камелі

Ка́мелі (нід. scheepskameel, дос. «корабельный верблюд», англ. camels) — парні понтони, що використовувалися для зменшення осадки корабля і проводки його мілководдям. Застосовувалися щонайменше з XVI століття в північній Європі, передусім у Нідерландах, у дельті Рейну і Маасу. 
Для встановлення корабля на камелі використовувалася система баластної води, коли наповнені водою камелі підводили під днище судна. Після закріплення камелів баластну воду відкачували за допомогою ручних помп, в результаті камелі разом із кораблем підіймалися ближче до поверхні води, зменшуючи його осадку. У такому стані корабель був готовий до проводки мілководдям. Після проводки, коли глибина водойми дозволяла кораблю рухатися самостійно, баласт знову накачувався, знімався, і корабель продовжував рух.
Камелі знайшли своє використання зокрема й на теренах України. Починаючи з другої половини XVIII століття на Херсонській верфі активно будувалися і використовувалися камелі для проводки великих кораблів через мілини гирла Дніпра і Лиману. Така процедура була доволі дорогою, оскільки лише в Глибокій Пристані, поблизу Станіслава, кораблі спускали на воду та дооснащували до повного комплекту. Це стало однією з причин переносу центру кораблебудування Чорноморського флоту Російської імперії з Херсона до Миколаєва.